# Два билета домой
«Два биле́та домой» — российский мелодраматический фильм режиссёра Дмитрия Месхиева. Премьера фильма в России состоялась 25 октября 2018 года. Телевизионная премьера фильма состоялась 1 сентября 2023 года.

## Сюжет
Героиня фильма, воспитанница провинциального интерната Люба Васнецова — бойкая и предприимчивая девушка, вертящая влюблённым в неё одноклассником Шило. Сама Люба влюблена в Артёма, но того в свою очередь интересует не девушка, а обещанная ей с окончанием интерната квартира. После выпуска Люба не собирается оставаться в провинции: в её планах переезд в Санкт-Петербург и учёба на стюардессу.
В день выпуска героиня узнаёт, что она не круглая сирота, и её отец отбывал полтора десятка лет в заключении за убийство матери и вот-вот должен выйти на волю. Несмотря на то, что родителей Люба практически не помнит, она решает отомстить, используя позаимствованный у Шила пистолет. Решиться на убийство оказывается нелегко, и девушка, пытаясь собраться с духом, начинает слежку за отцом, что едва не заканчивается изнасилованием. Несмотря на первоначальную враждебность, к концу фильма Люба понимает, что убивать отца уже не хочет.

## Обстоятельства создания
По словам Дмитрия Месхиева, идея фильма возникла из истории, которую ему рассказал Сергей Гармаш. Героиней истории была считавшаяся сиротой девушка, которая обнаружила, что её отец жив. Месхиев оценил сюжет как многообещающий с драматургической точки зрения и предложил Гармашу вместе сочинить сценарий. Позже к творческому коллективу присоединилась в качестве соавтора также Мария Ошмянская. По воспоминаниям Месхиева, общий план они наметили все вместе, затем Гармаш и Ошмянская полностью написали первый вариант сценария, который дальше доработал уже он сам. Первоначально сценарий назывался «Преданные», но это не нравилось некоторым членам съёмочной группы и прокатчикам (компания «Наше кино»), и название было изменено за две недели до конца производства. Сам режиссёр, ранее зарекомендовавший себя как специалист по историческому и военному кино, определял поставленную задачу так: «я хотел сделать фильм о милосердии. Фильм о необычайном желании, стремлении каждого иметь рядом с собой близкого человека».
Поскольку по сюжету пропавший отец освобождался из тюрьмы, исполнявшему эту роль Гармашу пришлось похудеть на 10 кг. Согласно Месхиеву, актёр многое в образе своего персонаж придумал сам, вплоть до причёски и походки. На роль дочери искали молодую девушку, отсмотрев почти 500 кандидаток по всей стране, а в итоге её исполнила студентка первого курса театрального института в Санкт-Петербурге Мария Скуратова (режиссёр рассказывал, что до того, как её выбрали, «Машу пробовали раза четыре». Все съёмки велись в Пскове и Псковской области.
Лента отобрана в основной конкурс фестиваля «Кинотавр», широкий прокат в кинотеатрах начался 25 октября 2018 года.

## В ролях
- Мария Скуратова — Любовь Васнецова
- Сергей Гармаш — Васнецов
- Евгений Ткачук — Артём
- Камиль Хардин — Шило
- Наталья Суркова — Ада Петровна
- Ирина Рахманова — Светлана Александровна
- Ирина Розанова — врач

## Съемочная группа
- Автор идеи — Сергей Гармаш
- Авторы сценария — Сергей Гармаш, Мария Ошмянская, Дмитрий Месхиев
- Режиссёр-постановщик — Дмитрий Месхиев
- Оператор-постановщик — Владимир Башта, R.G.C.

## Оценки
Критик российской редакции The Hollywood Reporter Андрей Фёдоров отметил жанровую неопределённость фильма, который, по его словам, «мутирует из социальной драмы в триллер, а потом в роуд-муви и мелодраму». Местами лента напоминала ему «лучшие образцы позднего советского кино типа „Пацанов“ Динары Асановой», а в другие моменты — такие современные голливудские драмы, как «Август» Джона Уэллса. Обозреватель положительно оценил игру исполнителей обеих главных ролей, назвав работу Скуратовой «очень уверенной и органичной». Ещё одним участником съёмочной группы, удостоившимся высокой оценки критика, стал оператор Владимир Башта; его простая работа без излишнего драматизма, по мнению Фёдорова, добавляла достоверности происходящему на экране.
Критик газеты «Аргументы и факты» Сергей Юрьев дал фильму невысокую оценку. Признавая, что авторы выполняли востребованный социальный заказ — «показать крупным планом пусть неидеальных, но в целом положительных героев нового времени», — обозреватель выразил сомнение, что в полученный результат поверят зрители и критики. По его мнению, картина постоянно заставляет зрителя обманываться, и сюжетные повороты, которые обещают «драйв, жесть, сумасшествие», неожиданно решаются в излишне лирическом ключе. Эти качества, по словам критика, вызывают сравнения с индийским кино и подходят скорее телевизионному мини-сериалу, чем ленте в кинотеатральном прокате.
Рецензент «Киноафиши» Вера Алёнушкина считает фильм одним из важнейших проектов в карьере Сергея Гармаша, «сконструировавшего» для самого себя «роль мечты, от которой и Жан Рено вряд ли бы отказался» (и подражающего Рено в отдельных сценах). Однако сценарий она описывает как предельно клишированный, причём, как и Юрьев, сравнивает его стиль со стилем мелодраматических телесериалов, а также характеризует как «доморощенную версию „Леона“», на чём и основано сравнение Гармаша и Рено. Алёнушкина критикует речь персонажей, «вставные» сцены, слабо связанные с основной сюжетной линией, сценарные повторы. Относительно положительный отзыв критика получает только «картинка».